# Cướp bóc

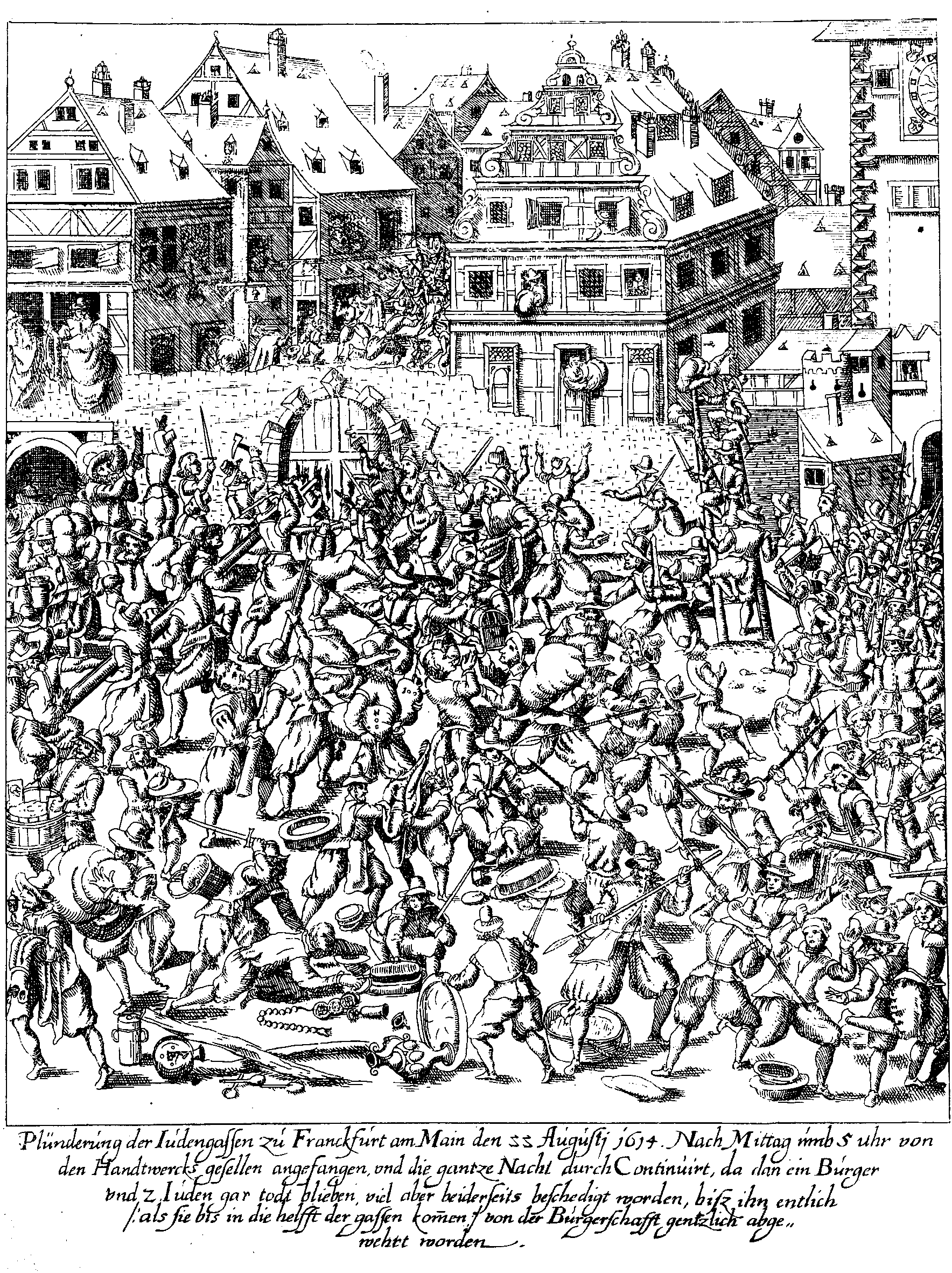
Sự cướp bóc của Frankfurter Judengasse, ngày 22 tháng 8 năm 1614

Cướp bóc, còn gọi là chiếm đoạt, cướp giật, là trộm cắp, hoặc lấy hàng hóa bằng vũ lực, ở giữa quân đội một, chính trị, hoặc khủng hoảng xã hội khác, chẳng hạn như chiến tranh, thảm họa tự nhiên (trong đó luật pháp và thực thi dân sự tạm thời không hiệu quả), hoặc bạo loạn.
Số tiền thu được từ tất cả các hoạt động này có thể được mô tả là chiến lợi phẩm.

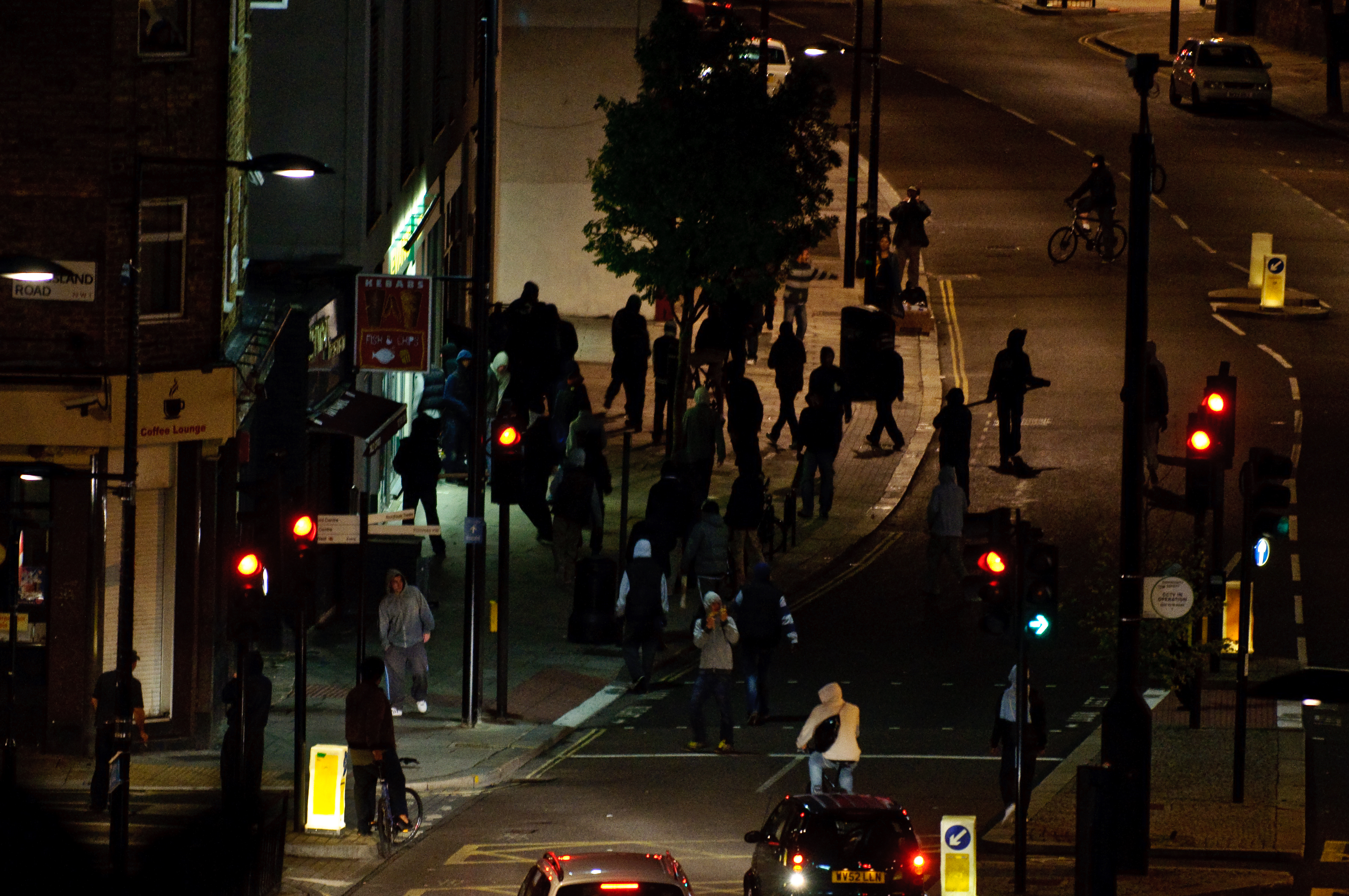
Những kẻ cướp bóc cố gắng vào một cửa hàng xe đạp ở Bắc Luân Đôn trong cuộc bạo loạn ở Anh năm 2011

Trong xung đột vũ trang, cướp bóc bị cấm theo luật pháp quốc tế và cấu thành tội ác chiến tranh.

## Cướp bóc theo loại

### Cướp bóc sau thảm họa
Khi một thảm họa xảy ra, cảnh sát và quân đội đôi khi không thể ngăn chặn tình trạng cướp bóc khi họ bị choáng ngợp bởi các hỗ trợ nhân đạo hoặc chiến đấu, hoặc không thể được triệu tập do cơ sở hạ tầng liên lạc bị hư hại. Đặc biệt là trong thiên tai, một số người buộc phải lấy những thứ không phải của họ chỉ để sống sót. Làm thế nào để đáp ứng với điều này, và nơi ranh giới giữa "cướp bóc" không cần thiết và những lời nói dối "đi nhặt đồ" cần thiết, thường là một vấn đề nan giải đối với các chính phủ. Trong các trường hợp khác, cướp bóc có thể được chính phủ dung thứ hoặc thậm chí khuyến khích vì lý do chính trị hoặc các lý do khác. Kẻ cướp sẵn sàng lợi dụng những kẻ cướp bóc là một khả năng có thể và làm tăng các nguy hiểm liên quan đến hành động này.

### Trong xung đột vũ trang

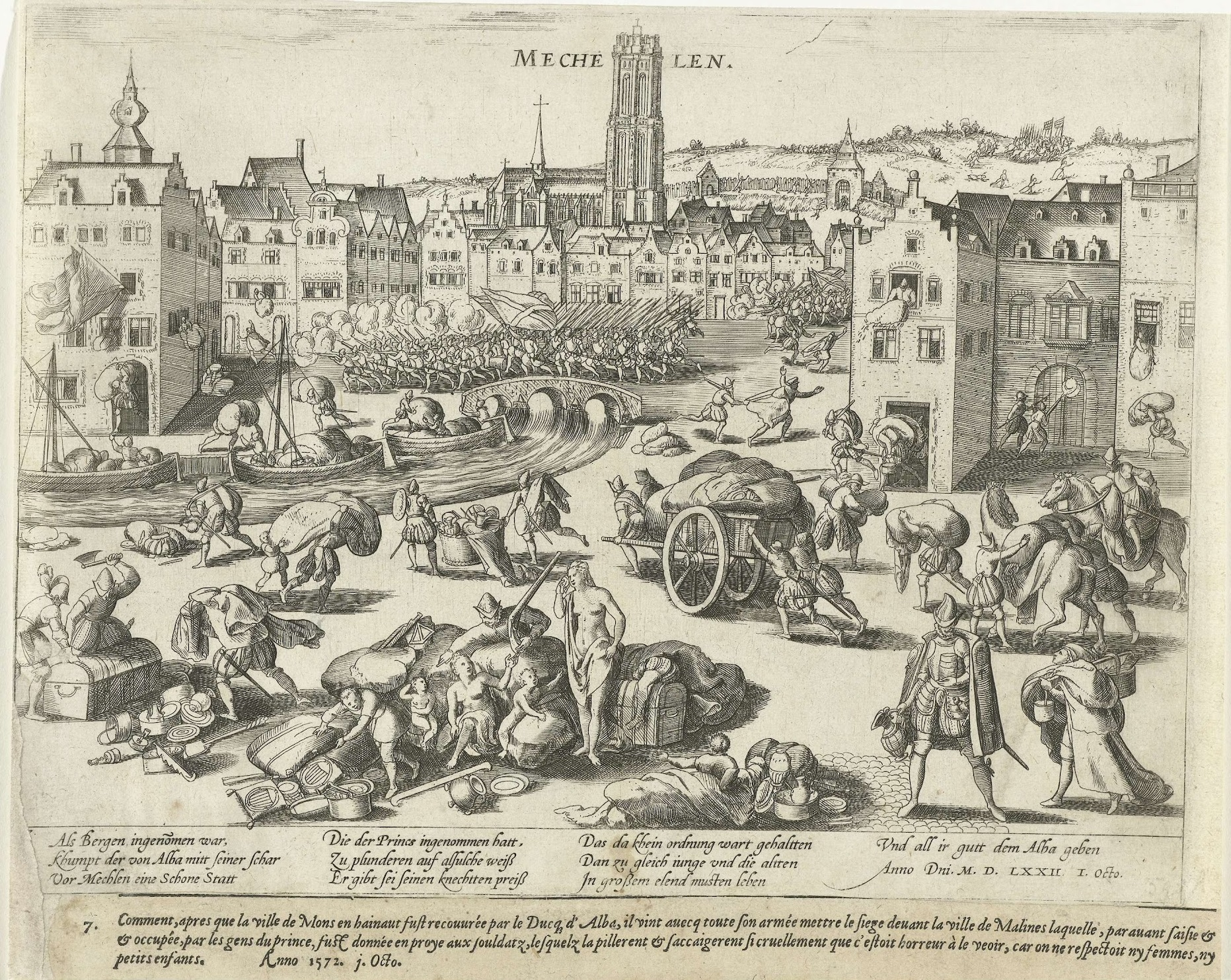
Việc sa thải và cướp bóc Mechelen của quân đội Tây Ban Nha do Công tước xứ Alba lãnh đạo, ngày 2 tháng 10 năm 1572

Cướp bóc được một đội quân chiến thắng thực hiện trong chiến tranh đã diễn ra phổ biến trong suốt lịch sử được ghi lại. Những người lính bộ binh đã xem cướp bóc như một cách để bổ sung thu nhập thường là ít ỏi  của họ và sự giàu có được chuyển nhượng đã trở thành một phần của lễ kỷ niệm chiến thắng. Ở cấp độ cao hơn, triển lãm những gì đã cướp bóc được với niềm tự hào đã tạo thành một phần không thể thiếu của chiến thắng La Mã điển hình, và Thành Cát Tư Hãn không có gì lạ khi tuyên bố rằng hạnh phúc lớn nhất là "đánh bại kẻ thù của bạn... để cướp đi của cải của họ".
Trong chiến tranh vào thời cổ đại, chiến lợi phẩm của chiến tranh bao gồm các quần thể bị đánh bại, thường bị bắt làm nô lệ. Phụ nữ và trẻ em có thể bị nhập vào dân số của đất nước chiến thắng. Trong các xã hội tiền hiện đại khác, các vật thể làm bằng kim loại quý là mục tiêu ưa thích của cướp bóc chiến tranh, phần lớn là do tính di động dễ dàng của chúng. Trong nhiều trường hợp, cướp bóc cung cấp một cơ hội để có được kho báu mà nếu không thì không thể có được. Kể từ thế kỷ 18, các tác phẩm nghệ thuật ngày càng trở thành mục tiêu phổ biến. Trong những năm 1930, và thậm chí còn hơn thế trong Thế chiến II, Đức Quốc xã đã tham gia vào các hoạt động cướp bóc nghệ thuật và tài sản quy mô lớn.